# Lapao
|  | Aquest article tracta sobre el dialecte del naxi. Per a l'acrònim «LAPAO» com a equivalent de «català» vigent a l'Aragó del 2013 al 2016, vegeu «Llei de llengües d'Aragó (2013)». |

El lapao és un dialecte del naxi, que es parla a la Xina meridional i zones de Birmània i el Tibet per gairebé unes 300.000 persones. S'escriu mitjançant pictogrames o bé amb signes sil·làbics.